# Nasrollah Abdollahi
Pour les articles homonymes, voir Abdollahi.
Nasrollah Abdollahi (persan : نصرالله عبداللهی) (né le 2 septembre 1951 à Ahvaz en Iran) est un joueur de football international iranien, qui évoluait au poste de défenseur.

## Biographie

### Carrière en sélection
Avec l'équipe d'Iran, il joue 37 matchs (pour un but inscrit) entre 1976 et 1980. 
Il figure dans le groupe des sélectionnés lors de la coupe du monde de 1978. Lors du mondial, il joue trois matchs : contre les Pays-Bas, l'Écosse et enfin le Pérou.
Il participe également à la coupe d'Asie des nations de 1976, qu'il remporte, ainsi qu'aux JO de 1976. Il joue deux matchs lors du tournoi olympique.

## Palmarès
Avec l'Iran, il remporte la Coupe d'Asie des nations 1976 en battant le Koweït en finale.